# 컨토션

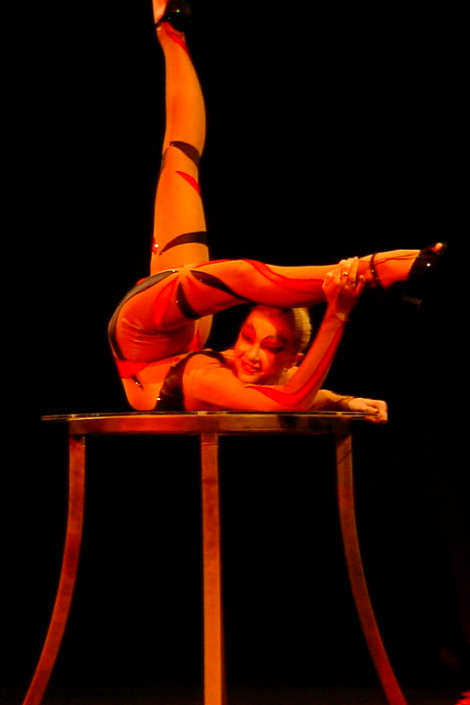
연기를 펼치는 연체 곡예사.

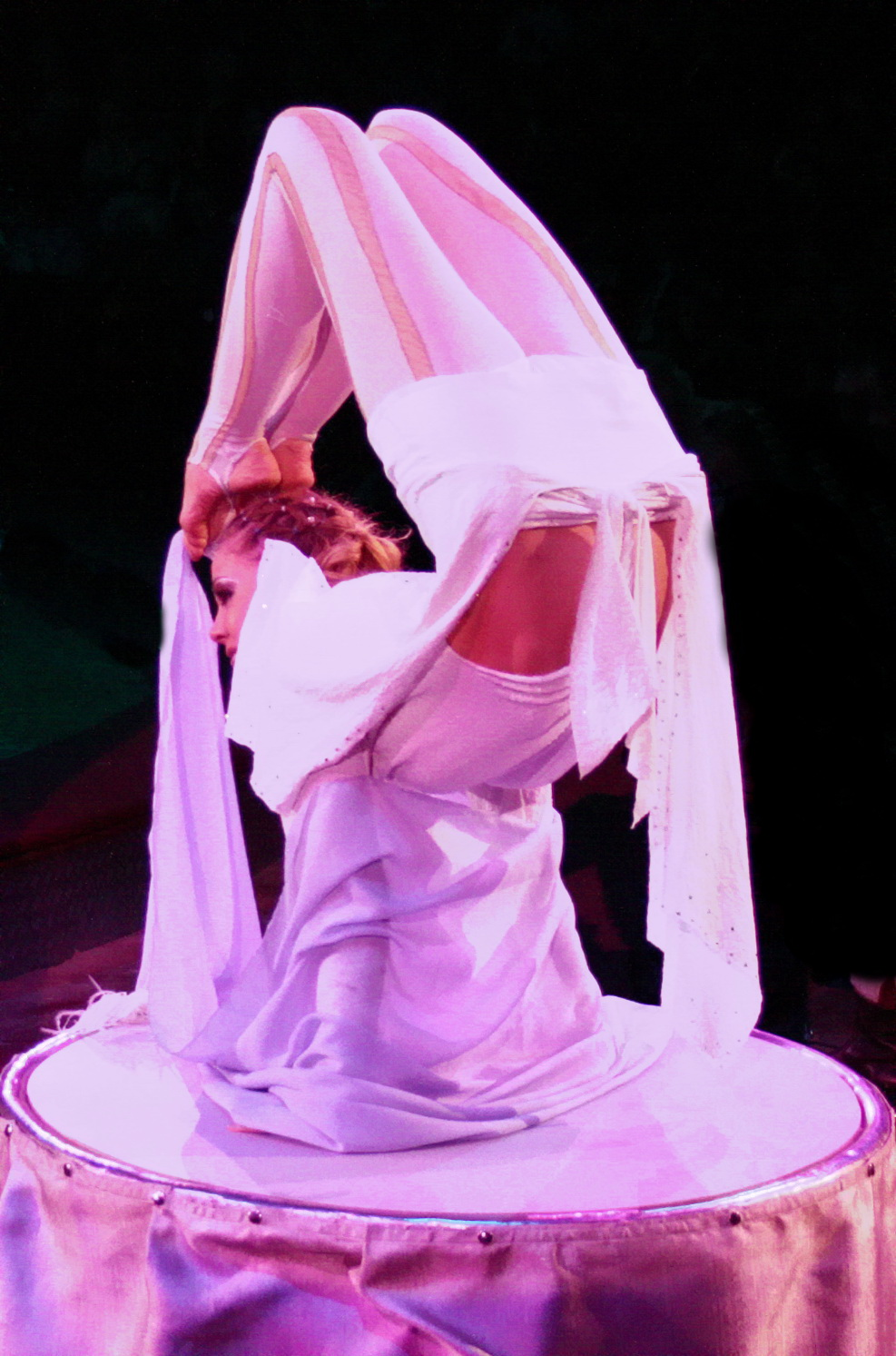

컨토션(contortion) 또는 연체 곡예는 신체를 크게 굽히거나 젖히고 뒤트는 동작을 통해, 인체의 유연성을 보여주는 행동을 일컫는다. 컨토션은 종종 곡예나 서커스 묘기의 일부로 취급되기도 한다.
보통 '연체 곡예사'(contortionist)들은 선천적으로 일반인보다 유연한 몸을 지니고 있으며, 이후 후천적으로 유연성을 강화시키는 훈련을 받아 공연을 할 수준까지 기량을 향상시킨다.

## 세부사항

### 기술
연체 곡예사들을 두 부류로 크게 나누면, 등뼈가 앞쪽 혹은 뒤쪽으로 어느 쪽이 더 유연한가에 따라서, 앞굽히기(frontbender) 혹은 뒤젖히기(backbender)로 분야를 나눌 수 있다. 다만, 앞굽히기와 뒤젖히기를 둘 다 능숙하게 구사하는 곡예사들은 흔치 않다.
이들이 구사하는 기술은 크게 다음과 같다.
- 앞굽히기 : 다리와 상체가 평행이 될 때까지 몸을 앞으로 굽히거나, 또는 그 이상으로 몸을 더 깊게 굽히는 동작을 일컫는다. 또는 한쪽 다리나 두 다리를 목이나 어깨 뒤로 넘기기도 하는데, 이를 인간 매듭(human knot)이라고 부르기도 한다. 링이나 드럼통 속을 몸을 앞으로 굽힌 상태에서 통과하기도 한다.

- 뒤젖히기 : 서 있거나, 바닥에 엎드리거나, 또는 두 손으로 몸을 지탱한 상태에서 허리를 뒤로 젖혀 발 끝과 머리가 닿게 하거나, 또는 허리를 더욱 젖혀서 머리와 엉덩이를 닿게 만드는 것을 말한다. 대표적인 것으로 '마리넬리 벤드'가 있는데, 이는 돌출된 손잡이를 입으로 문 상태에서 뒤젖히기 동작을 취하는 것이다.

- 스플릿 및 오버스플릿 : 양 다리를 반대 방향으로 180도 이상으로 벌리는 것으로, 앞굽히기 및 뒤젖히기 기술과 병행하여 구사하는 경우가 많다. 오버스플릿은 의자 두 개 사이에 양 다리를 걸터 앉거나 두 사람이 다리 한 쪽씩을 잡아 준 상태에서 구사하기도 한다.

- 상자 들어가기 : 사람이 들어가기에 무리가 있어 보이는, 무릎 정도 높이의 작은 상자 안에 몸을 집어 넣는 것이다.

- 관절 빼기 : 어깨나 둔부 관절의 유연함을 활용한 기술이다. 예를 들면 두 팔을 깍지 낀 뒤 머리 위로 넘기고, 어깨 뒤쪽으로 회전시켜서 360도 돌리는 것이 있다.

## 연기의 종류

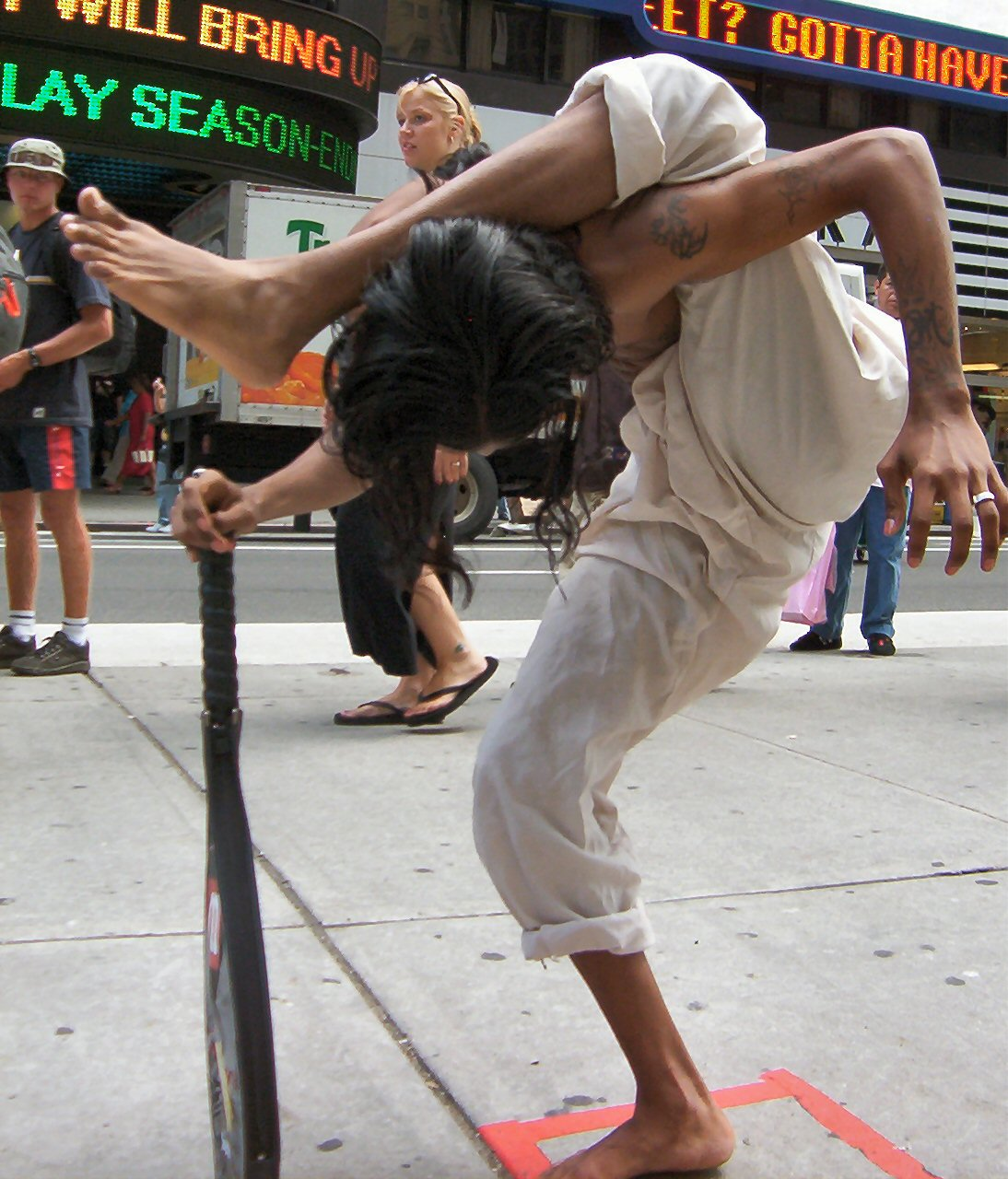
2004년 뉴욕 타임즈 스퀘어에서 연기를 펼치고 있는 '신비한 전갈인간 라비'

다른 시각적 예술과 같이, 컨토션 연기는 안무 및 복장, 연기자의 개성, 기술에 따라 여러 가지 인상을 관객들에게 전달할 수 있다. 연기자들은 아름답거나, 활동적이거나, 자극적이거나, 괴상하거나, 감성적이거나, 에로틱하거나, 우스꽝스러운 연기 내용 등을 주제로 정한 뒤 공연한다.
이 중 대표적인 연기 종류는 다음과 같다.
- 아다지오는 느린 속도에 묘기 성향이 섞여 있는 춤으로, 남자 연기자가 여자 연기자를 들어 올리거나 데리고 다니면, 여성은 스플릿 및 여러 가지 동작을 취한다.

- 봉제 인형은 한 명 또는 두 명의 보조 연기자가, 인형처럼 분장을 한 연체 곡예사의 팔, 다리, 몸을 굽히고, 흔들면서, 수족이 마치 인형과 같이 자유롭게 움직이는 모습을 보여주는 연기이다. 이 연기는 보통 작은 상자 안에 곡예사를 집어 넣은 뒤, 곡예사가 속에서 의상을 벗고 정체를 관객들 앞에 드러내는 것으로 마무리 짓는 것이 보통이다.

- 스페인 거미줄은 천장에 묶은 두껍고 질긴 줄에 고리를 달고, 그 고리에 곡예사가 매달려 여러 동작을 보여주는 것이다.

상기 항목들 외에도, 훌라후프 돌리기 및 저글링, 와인잔 탑 쌓기, 접시 돌리기, 뮤지컬 음악 연주 등을 함께 병행하여 연출하는 것이 보통이다.
연체 곡예사는 혼자 연기할 때도 있지만, 한 명 혹은 두 명의 보조인의 도움을 받아 연기하는 경우도 있다. 때로는 두 명에서 네 명에 이르는 곡예사들이 집단으로 연기를 펼치기도 한다.
과거 연체 곡예사들은 서커스나 축제일 공연장 등에서 연기를 하는 경우가 대부분이었다. 그러나 최근 이들은 나이트클럽, 테마 파크, 잡지 광고, 상품 박람회, 텔레비전 버라이어티 쇼, 뮤직 비디오, 연주회 엑스트라 등으로 다양하게 활동 영역을 넓히고 있다. 게다가 인터넷 상에서 연체 곡예사의 사진 및 동영상이 거래되기도 하며, 많은 웹 사이트들은 매 달마다 일정한 요금을 받고 회원들에게 연체 곡예사의 사진을 제공하거나, 우편 배송으로 비디오 테이프 판매를 하기도 한다.

## 잘못된 생각들
연체 곡예사들에 대한 잘못된 편견은 여러 가지가 있다. 그러나 그 대부분은 일반 대중들이 해부학 및 생리학을 잘 모르기 때문에 생겨나는 오해이다. 연출자 및 연기자가 자신들의 연기를 더 신비스럽게 보이기 위해 무대 장치 및 연출 효과를 내는 것도 편견을 불러오는 이유가 된다.
- 연체 곡예사들은 관절에 뱀 기름을 바르거나 몸을 유연하게 만드는 특수 약물을 복용한다 : 이는 19세기에 횡행했던 미신이다. 이 당시 제약 회사들은 관절염 약이 특효가 있다고 홍보하기 위해 연체 곡예사들을 광고 모델로 사용했다. 사실 곡예사들의 몸이 부드러운 이유는 약 때문이 아니라, 선천적인 유연성 및 후천적인 신체적 훈련 때문이다.

- 연체 곡예사들은 일반인보다 관절 수가 더 많다 : 인간 신체 내 관절의 수는 정상적인 성인이라면 모두 같다. 관절이 겹으로 많은 사람(Double-jointed man)이라는 말은, 일반인에 비해 훨씬 큰 관절 가동 범위를 가진 사람들을 속되게 표현한 말이다. 그러나 그릇된 실제 의미와는 달리, 이 단어는 몸이 극도로 유연한 사람에게 외형상 잘 들어맞는 단어이다. 연구 결과 뛰어난 연체 곡예사의 골격과 관절은 일반인보다 더 이상적으로 배치되어 있었으며, 이들의 가동 범위를 크게 해 주는 것은 뼈 구조가 특이해서가 아니라 인대가 헐겁기 때문이었다.[1]

- 연체 곡예사들은 관절을 임의로 이탈시킬 수 있다 : 일부 곡예사들은 실제로 고통 없이 관절 접합 부위를 헐겁게 만들 수 있다. 그러나 관절을 완전히 이탈시키는 것은 아니다. 대부분의 극단적인 동작들은 관절을 이탈시키지 않고도 만들어지는 것이다. 실제 관절 이탈 기술은 부상의 위험이 크기 때문에 실전에서는 사용되지 않는다. 또한 관절을 이탈시킨 상태에서는 물건을 들어 올리거나 몸을 지탱하기란 불가능하다.

- 곡예사들은 어느 방향으로나 수족을 연체동물처럼 구부릴 수 있다 : 사람이 움직일 수 있는 관절의 가동범위는 일반인으로부터 연체 곡예사들에 이르기까지 모두 다르다. 한 쪽으로 유연한 관절이라고 해서 반대쪽까지 유연하게 움직일 수 있는 것은 아니며, 특정 부분 관절이 유연하더라도 신체 다른 부분은 그렇지 않을 수 있다. 연체 곡예사라고 하더라도 상대적으로 유연하지 않은 관절 부위는 있다. 단지, 곡예사들은 마임이나 연기를 통해 자신이 가장 자신 있는 부위를 굽히거나 젖혀서, 관객들에게 '뼈가 없는 사람'이라는 환상을 심어 주는 것이다.

- 연체 곡예사로 따로 태어나는 사람이 있다 : 이는 부분적으로는 맞는 말이다. 근육의 유연함은 뼈 모양이 관절 가동을 가로막지 않는 범위에서, 꾸준한 훈련을 통해 향상되므로, 후천적인 노력이 상당한 비중을 차지한다. 그러나 대부분의 연체 곡예사들은 선천적으로 유연한 몸을 타고난 경우가 많다.[1] 선천적인 재능을 가진 곡예사들은 최종적으로 습득 가능한 유연성의 정도 및 어렸을 때 연체 곡예의 재능을 감지하는 데 있어 그렇지 않은 사람들보다 유리하다.

- 대부분 연체 곡예사들은 엘러스-댄로스 증후군(EDS) 소유자이다 : 실제로 이 증후군을 보이는 곡예사는 거의 없다. EDS는 선천적이며 희귀한 증상으로, 콜라겐 생산능력이 부족하여 생기는 것이다. 콜라겐이 적게 생산된 결과 이들의 인대는 느슨하다. 따라서 이들은 일반인보다 더 관절 가동 범위가 큰 경향이 있다. 일부는 극도로 유연한 몸을 보여주기도 한다. 이들의 또 다른 특징은 원하는 때에 관절을 탈착할 수 있다는 것인데, 그 이유는 이들의 인대는 관절을 단단히 고정시키지 않기 때문이다.

- 여자가 남자보다 더 연체 곡예사가 되기 쉽다 : 역사적 또는 범 세계적으로 볼 때, 과거 곡예사들을 묘사한 그림들의 빈도는 여자와 남자가 거의 비슷하다. 19세기 말 서구 연체 곡예사들은 대부분 남자였으며, 근대 인도의 곡예사들은 거의 남자가 도맡았다. 현 시대에 여성 연체 곡예사가 많은 이유는 순수하게 문화적인 취향에 의한 것이다. 의학적인 연구에 따르면 선천적으로 유연한 혈통은 남자와 여자 모두 같은 확률로 등장한다고 한다.

- 아시아계 인종은 백인보다 더 유연하다 : 연체 곡예술은 동양에서 더 인기가 있었다. 유연함의 정도는 인종적 차이가 아니라 개인의 선천적 재능과 후천적 연습 강도에 달려 있다. 더 많은 동양인이 무대에 오르지만 이것이 동양인이 백인들보다 유연하다는 증거가 될 수는 없다.

## 매체에서의 컨토션
- 후지타 가즈히로의 연재 만화 꼭두각시 서커스의 여주인공 시로가네의 주특기는 서커스단 시절 익힌 컨토션 기술이다.

## 같이 보기
- 기계 체조
- 태양의 서커스
- 리듬 체조
- 요가

## 참고 문헌
- Contortion Home Page
- Possi's Contortion Site - 컨토션과 관련된 웹 페이지들을 대량으로 링크.